# FLEX (Satellit)
FLEX (Fluorescence Explorer) ist eine Satellitenmission des Earth-Explorer-Programms der Europäischen Weltraumorganisation (ESA). FLEX soll räumliche Daten über die Chlorophyllfluoreszenz zu erfassen, um die Photosyntheseaktivität der Vegetation zu quantifizieren. FLEX wurde am 19. November 2015 für eine Finanzierung ausgewählt und soll Ende 2027 zusammen mit dem Atmosphärenforschungssatelliten ALTIUS mit einer Vega-C-Trägerrakete vom Raumfahrtzentrum Guyana aus gestartet werden.

## Zweck
Die Mission FLuorescence EXplorer (FLEX) ist eine Mission des Earth-Explorer-Programms der ESA. Sie umfasst einen Satelliten zur globalen Überwachung der stationären Chlorophyll-Fluoreszenz in der terrestrischen Vegetation. Bei der Photosynthese von Blättern wird Energie, die im biochemischen Prozess nicht benötigt wird, in Form von Licht mit einer Wellenlänge zwischen 640 und 800 Nanometern freigesetzt.
Nach mehr als 70 Jahren grundlegender und angewandter Forschung auf dem Gebiet der Chlorophyllfluoreszenz steht heute fest, dass die Fluoreszenz ein empfindlicher Indikator für die Photosynthese sowohl in gesunder als auch in physiologisch gestörter Vegetation ist und zur Überwachung von Anbauflächen und Wäldern eingesetzt werden kann.
Das Messen der Fluoreszenz ist ein leistungsfähiges, nicht-invasives Instrument, um den Status, die Belastbarkeit und die Erholung photochemischer Prozesse zu verfolgen. Sie liefert wichtige Informationen über die Gesamtleistung der Photosynthese und die damit verbundene Kohlenstoffspeicherung im Kohlenstoffzyklus. Die frühzeitige Reaktion der Fluoreszenz auf den Wasserhaushalt der Atmosphäre, des Bodens und der Pflanzen, sowie auf atmosphärische Chemie und menschliche Eingriffe in die Landnutzung macht sie zu einem nützlichen biologischen Indikator für ein besseres Verständnis der Dynamik des Erdsystems. Die Daten von FLEX sollen zusammen mit den Temperaturmessungen der Sentinel 3 Satelliten ausgewertet werden.
Das Messinstrument Fluorescence Imaging Spectrometer (FLORIS) erfasst ein Frequenzband von 500–780 nm, in dem die Frequenzbereiche für Sauerstoff, Chlorophyll-Fluoreszenz und des photochemischen Reflektionsindex (PRI) liegen. Dabei sollen unterschiedliche Auflösungen je nach Wellenlänge erfasst werden. FLEX soll ein dreieinhalbjähriges Messprogramm im Weltraum und am Boden umfassen und so Daten für Forschung liefern.